# Rome: Pathway to Power
Rome: Pathway to Power (lansat ca Rome: AD 92 în Europa) este un joc de aventură cu elemente de strategie având acțiunea în Roma antică. Obiectivul este avansarea personajului de la statutul de sclav roman prin toate rangurile din societatea romană și eventual să devină Cezar.

## Motor grafic
Rome: Pathway to Power folosește o interfață isometrică bazată pe motorul grafic dezvoltat de Steve Grand în 1979 numit Microcosm. Microcosm a stat la baza câtorva jocuri educaționale de aventură pentru copii înainte de a fi folosit la Rome: Pathway to Power. Steve Grand a mai folosit acest motor grafic în jocul Aventurile lui Robin Hood.

## Capitole
Jocul este împărțit în 6 capitole: 
- 1 - Herculaneum: Jucătorul trebuie sa avanseze de la sclav la cetățean și să scape de erupția Vezuviului;
- 2 - Roma 1: Jucătorul trebuie să avertizeze cu privire la asasinarea împăratului planificată;
- 3 - Britania - Jucătorul trebuie să lupte împotriva britanicilor;
- 4 - Roma 2 - Jucătorul trebuie să fie ales în Senatul roman;
- 5 - Egipt - Jucătorul trebuie să o protejeze pe Cleopatra;
- 6 - Roma 3 - Jucătorul trebuie să devină împărat.

## Vezi și
- Listă de jocuri video despre Roma antică

## Legături externe
- Rome: Pathway to Power la MobyGames
- Rome: Pathway to Power (Amiga) la GameFAQs
- Rome: Pathway to Power (MS-DOS) la GameFAQs